# Drahle
Drahle – wieś w Polsce położona w województwie podlaskim, w powiecie sokólskim, w gminie Sokółka.
Wierni kościoła rzymskokatolickiego należą do parafii Najświętszego Ciała i Krwi Chrystusa w Sokółce.

## Historia
W 1679 roku za sprawą króla Jana III Sobieskiego w Drahlach, Bohonikach oraz Malawiczach Górnych osiedlili się Tatarzy. Jan III Sobieski nadał Tatarom te ziemie 12 marca 1679 roku na mocy przywilejów grodzieńskich. Zanim osiedlono tu Tatarów dawnych mieszkańców wsi Drahle przeniesiono do wsi Nomiki i Zaśpicze.
W 1853 roku Drahle nabył od tatara Józefa Kryczyńskiego, dymisjowanego podporucznika, Adolf Wewern, radca dworu. Majątek obejmował wtedy 309 dziesięcin gruntów dworskich i chłopskich; osiedlonych było 35 chłopów poddanych.
W 1860 roku Drahle przeszły w spadku na syna Adolfa – Joachima, dymisjowanego majora. Przed I wojną światową majątek należał do pułkownika Aleksandra Wewerna – syna Joachima.
W latach osiemdziesiątych majątek liczył 300 dziesięcin, a przed 1914 r. – 167 dziesięcin różnych użytków
W latach 1975–1998 miejscowość administracyjnie należała do województwa białostockiego.
Drahle leżą na szlaku tatarskim do wsi Bohoniki, do których przy drodze Sokółka – Drahle – Bohoniki -  dominuje księżycowy krajobraz. Wieś charakteryzuje się wysoko rozwiniętą gospodarką. We wsi i okolicach znajdują się liczne wzniesienia żwirowe, na których prowadzone są w zakładach górniczych na szeroką skalę prace wykopaliskowe.

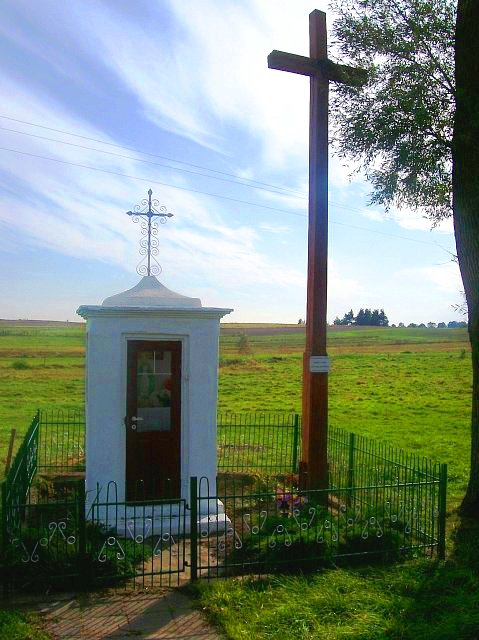
Przydrożna kapliczka
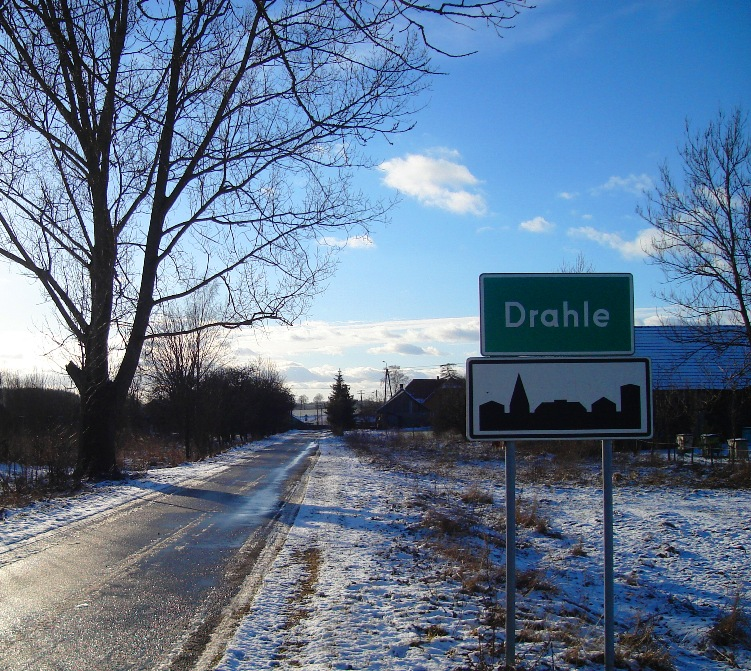
Drahle od strony Bohonik
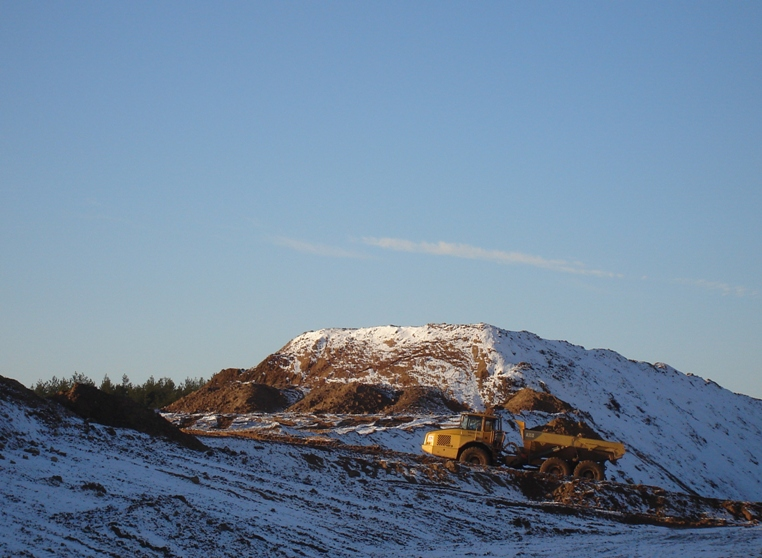
Zakład górniczy Drahle